# 9K11 Maliutka
El 9K11 Maliutka (en ruso: Малютка, designación OTAN AT-3 Sagger) es un misil antitanque soviético, guiado por cable, que originalmente utilizaba un sistema MCLOS (Manual Command to Line of Sight, comando manual visual), requiriendo que el operador lo controle mediante una palanca mientras éste se encuentra en vuelo dirigiéndose al objetivo. Versiones posteriores emplean una guía SACLOS (Semi-Automatic Command to Line of Sight, comando visual semiautomático) de uso más sencillo. Maliutka significa pequeña bebé, haciendo referencia a su pequeño tamaño.
Se trató del primer misil antitanque guiado y portátil de la Unión Soviética, y es considerado el misil antitanque guiado más producido de todos los tiempos, habiéndose construido alrededor de 25 000 unidades anuales durante las décadas del sesenta y setenta. Además, por lo menos 5 países, entre ellos Rumania, Serbia, China, Irán y Corea del Norte han desarrollado copias o variantes del Maliutka, pero con designaciones locales.

## Desarrollo
El desarrollo comenzó en julio del año 1961 con la asignación gubernamental del proyecto a dos burós de diseño: Tula y Kolomna. Los requerimientos para el nuevo misil fueron: 
- Capacidad para ser montado en vehículos. Además debía ser portátil, para el uso individual del operador;
- Poseer un alcance de 3.000 metros;
- Penetración de blindaje de acero de 200 mm de grosor, dispuesto a 60° de inclinación;
- No superar los 10 kg de peso total.

Los diseños estaban basados en los misiles antitanque guiados que habían sido producidos en occidente durante los años cincuenta, como el francés Entac y el suizo Cobra.
Al final, el prototipo de la Oficina de Diseño Kolomna, también responsable del desarrollo del AT-1 Snapper, resultó elegido. Las pruebas iniciales se completaron el 20 de diciembre del año 1962, y el misil fue aceptado para su puesta en servicio el 16 de septiembre de 1963.

## Descripción

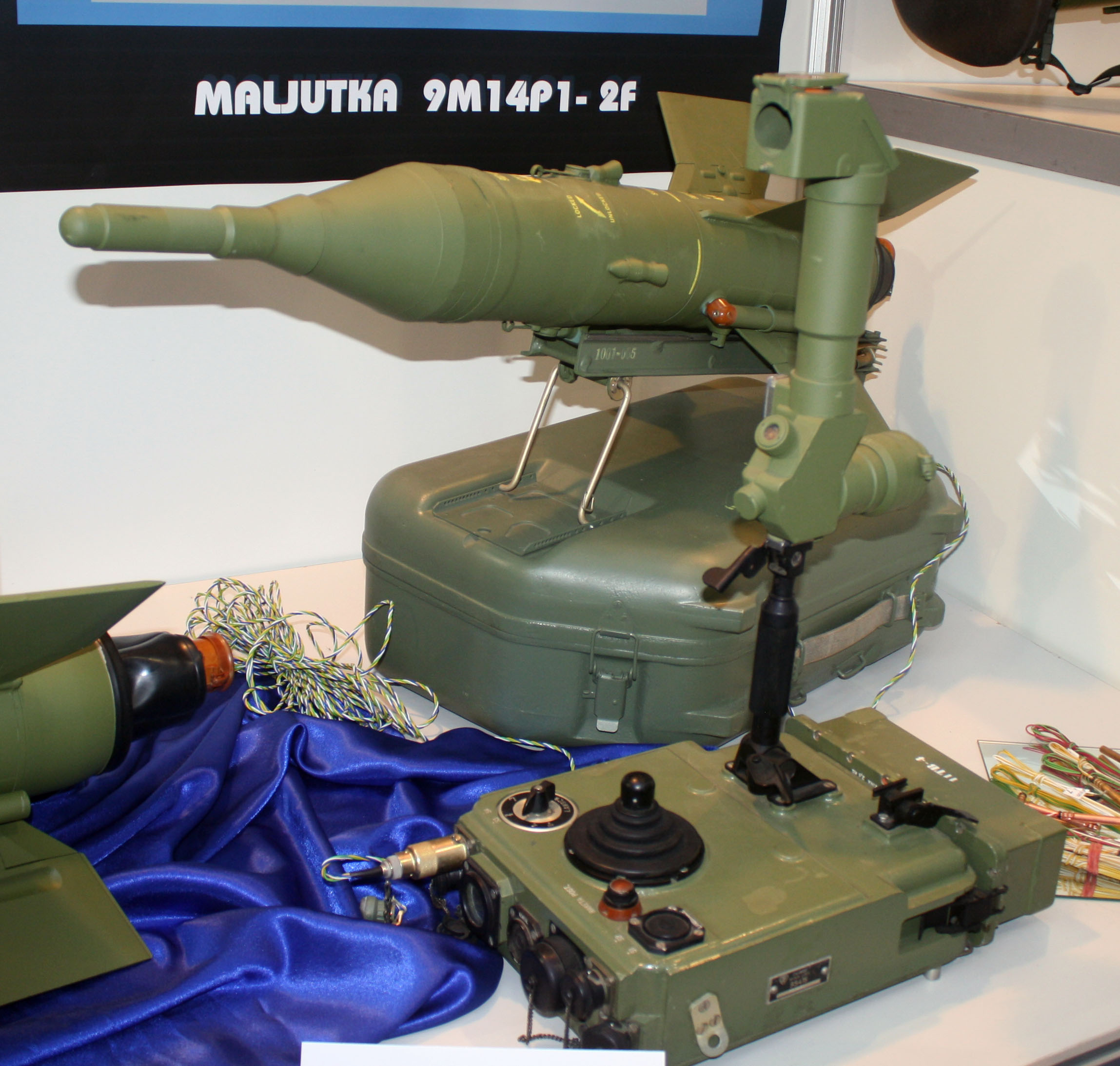
Un misil 9K11 Maliutka (designación OTAN: "AT-3 Sagger") con su dispositivo de lanzamiento.

El misil puede ser disparado mediante el lanzador portátil 9P111, aunque más conocido es su uso desde vehículos de tierra como el BMP-1 y el BRDM-2. Además, es posible dispararlo a través de helicópteros Mi-2, Mi-8, Mi-24. Las primeras versiones, que poseían una cabeza de guerra de 2,6 kilogramos, tenían la capacidad de perforar 400 mm de acero homogéneo dispuesto verticalmente (RHA).

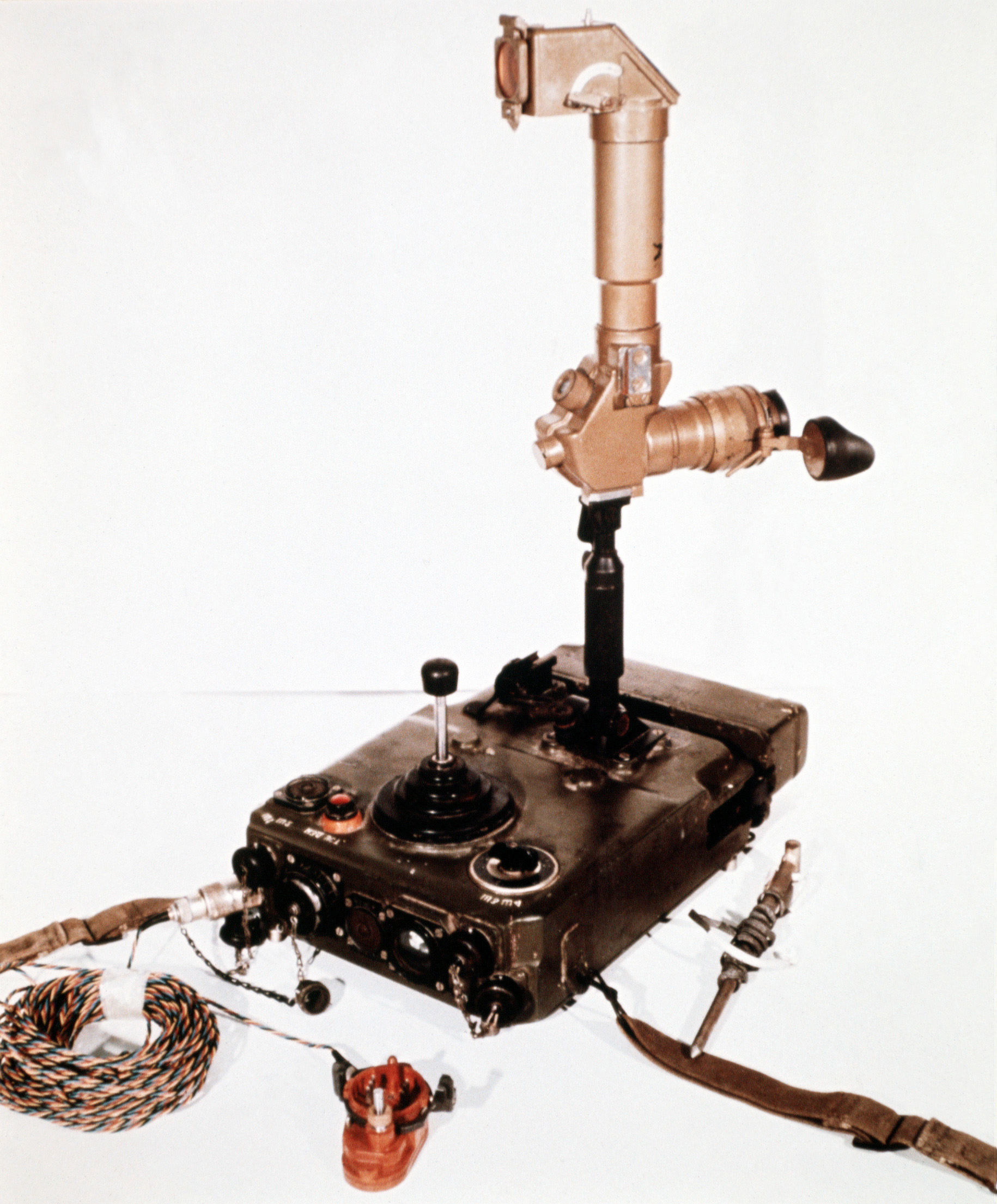
Unidad de control completa del Maliutka, incluyendo el joystick 9S425 y el periscopio 9Sh16

Desplegar el misil toma unos 5 minutos desde la maleta de fibra de vidrio 9P111, que también sirve como plataforma de lanzamiento. 
El misil es guiado al objetivo gracias a un pequeño joystick denominado 9S425. Este sistema requiere una tremenda habilidad por parte del operador. Los ajustes del operador son transmitidos al misil a través de un fino cable de 3 hilos que está unido a la parte trasera del mismo. Éste se eleva varios metros en el aire inmediatamente después del lanzamiento, previniendo de esta forma golpear obstáculos, como árboles, o de estrellarse con el suelo mismo.
Una vez en vuelo, el misil gira a 8,5 revoluciones por segundo; inicialmente es girado por el cohete, y el giro se mantiene por el ligero ángulo de las aletas. El Maliutka usa un pequeño giroscopio para orientarse con respecto al suelo. Como resultado, el misil puede tardar algún tiempo alinearse con el objetivo, teniendo un alcance mínimo de entre 500 y 800 metros. Para objetivos situados a distancias menores a los 1.000 m, el operador puede guiar el misil a ojo, y para objetivos que se encuentren más allá de este alcance, el operador usa el periscopio 9Sh16, el cual posee amplificación 8x y un campo de visión de 22,5º. 
El arco de alcance es de 45° centrados con respecto al eje del lanzamiento del misil, pudiendo abatir blancos a una distancia máxima de 3 km. En distancias menores a 1,5 km este arco se reduce notablemente, y a los 500 metros el misil sólo puede atacar a objetivos que se encuentren en un radio de 50 m a cada lado de la línea central de lanzamiento. Debe verse que la precisión disminuye desde el eje de lanzamiento central hacia los extremos, teniendo la mitad de su precisión óptima sobre dichos extremos. 
Mientras que las primeras estimaciones de impacto del misil en su objetivo iban del 90% al 60% de probabilidades, la experiencia ha demostrado que de hecho es entre el 25% y el 2% dependiendo de la situación y la habilidad del operador. El MCLOS requiere una habilidad descomunal de parte del operador, ya que para ser efectivos con el Maliutka se necesitan hacer unos 2.300 disparos simulados previos, y de 50 a 60 disparos de entrenamiento semanales para mantener el nivel de habilidad. 
Otro gran problema del misil es la cantidad de tiempo que tarda en llegar a su alcance máximo, de 30 segundos, permitiéndole al objetivo retirase, colocarse detrás de un obstáculo, soltar una cortina de humo o atacar al operador. 
Las versiones más modernas del misil solucionaron en gran medida estos problemas implementando el sistema de guía SACLOS, como así también incrementando la velocidad media de vuelo del Maliutka.

## Historia operacional

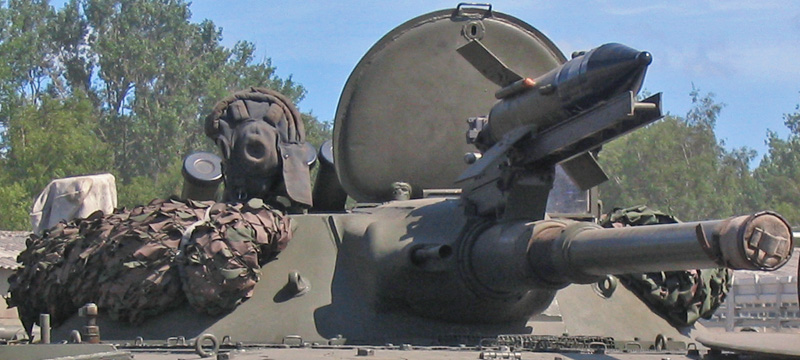
9M14M Maliutka-M en su lanzador, montado sobre el cañón de un BMP-1 checoeslovaco.

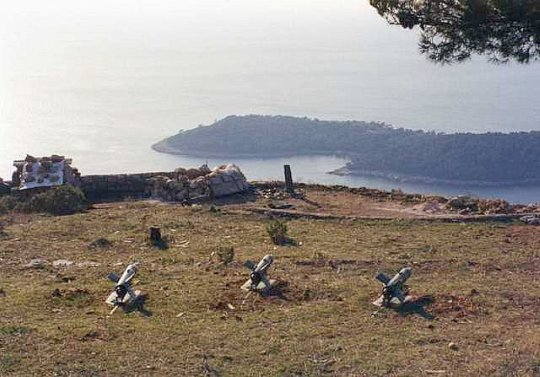
Malyutkas del Ejército Popular Yugoslavo durante el asedio de Dubrovnik, diciembre de 1991.

En el servicio soviético, la versión portátil fue desplegada como parte de los pelotones antitanque y de los batallones motorizados. Cada pelotón llevaba dos secciones de Maliutka, cada una de ellas con dos equipos. A su vez, cada equipo llevaba dos estaciones de lanzamiento. Un asistente artillero en cada equipo posee un RPG-7. Esta granada propulsada por cohete es necesaria para cubrir la zona muerta creada por el alcance mínimo de 500 metros del misil. El Maliutka es también parte integral de los vehículos BMP-1, BMD-1 y BRDM-2. 
Fue usado con algún grado de éxito por el Ejército de Vietnam del Norte en contra del Ejército de Vietnam del Sur a partir de 1972, en el marco de la Guerra de Vietnam. 
Fue utilizado con una gran efectividad por los ejércitos de Siria y Egipto en 1973, durante la guerra de Yom Kipur. Cada grupo de lanzamisiles disparó aproximadamente 20 misiles; unos 2.000 lanzamientos por división en el transcurso total del conflicto. Las fuentes soviéticas afirman que el misil fue el responsable de poner fuera de combate a 800 tanques israelíes, aunque otras fuentes dicen que esta cifra ascendía a 1.063 blindados, pero esto probablemente incluye tanques que estuvieron fuera de combate menos de 24 horas.

## Modelos

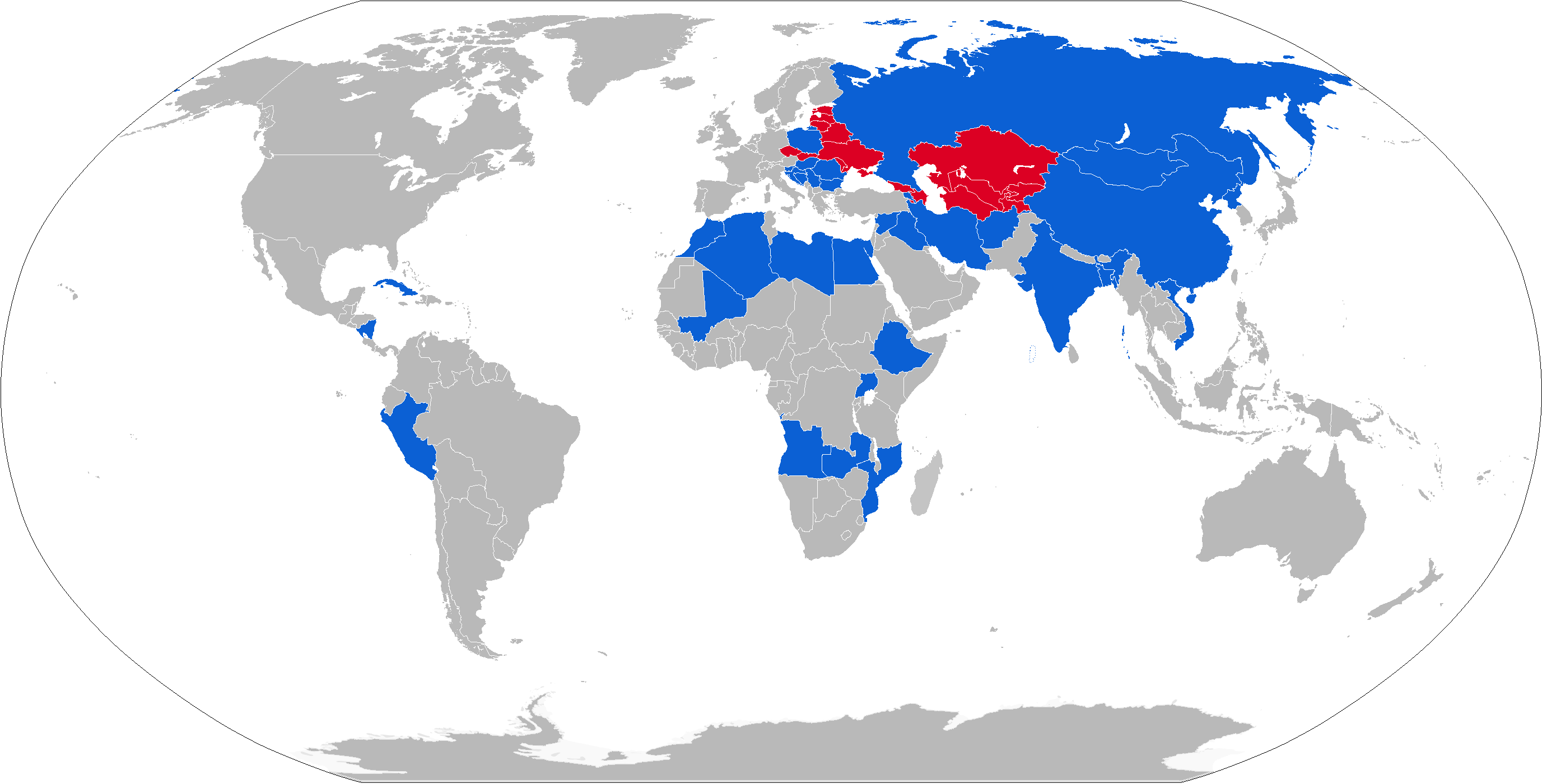
Un mapa con operadores 9M14 en azul y antiguos operadores en rojo

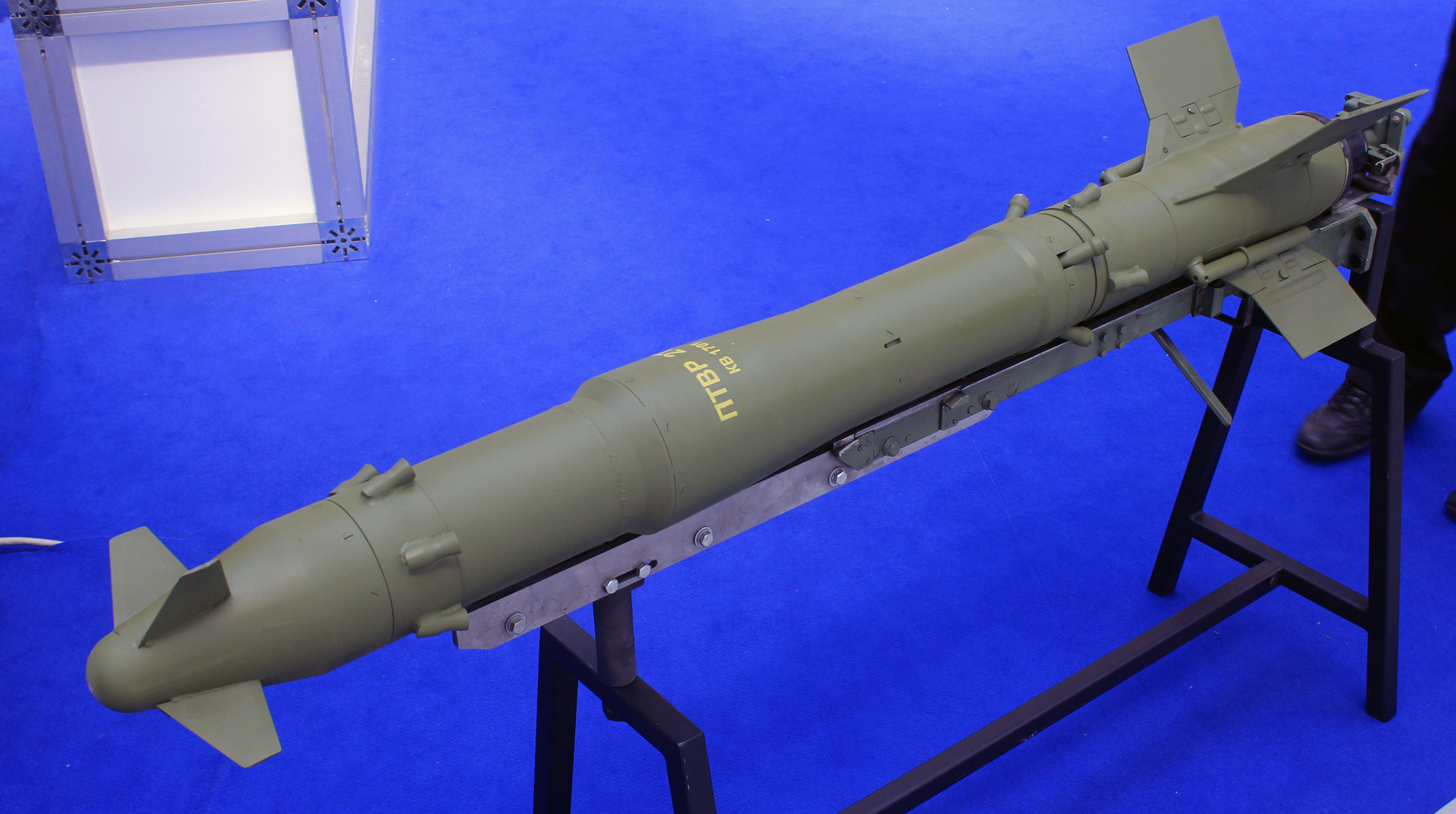
Un Malyutka 2T5 serbio

### Unión Soviética/Rusia
- AT-3A Sagger A (9M14 Maliutka) - Guiado por cable MCLOS. Su longitud es de 860 mm, la envergadura alar llega a los 393 mm y el diámetro es de 125 mm. La velocidad media es de 115 m/s y la máxima de 200 m/s, teniendo un alcance de 500 a 3.000 metros, y un tiempo máximo en vuelo de 30 s . El peso total del misil alcanza los 10,9 kg, y su cabeza de guerra (HEAT) tiene 2,5 kg, de modo que puede penetrar 400 mm de RHA. Esta primera versión entró en servicio en 1963
- AT-3B Sagger B (9M14M Maliutka-M) - Motor mejorado, que reduce el tiempo de vuelo para alcance máximo. El peso llegó hasta los 11 kg y se encuentra en servicio desde 1973
- AT-3C Sagger C (9M14P Maliutka-P) - Guiado por cable SACLOS
  - 9M14P - Cabeza de guerra mejorada, pudiendo perforar 460 mm de RHA. En servicio desde 1969
  - 9M14P1 - Cabeza de guerra mejorada, pudiendo perforar 520 mm de RHA, y teniendo capacidad mejorada contra blindaje reactivo.
  - 9M14MP1
  - 9M14MP2
- AT-3D Sagger D - Guiado por cable SACLOS. Entrada en servicio en la década de los noventa. El peso ascendió a los 13 kg, y la velocidad media llegó a los 130 m/s
  - 9M14-2 Maliutka-2 - Cabeza de guerra de 3,5 kg de HEAT, con 800 mm de penetración contra RHA. El peso total era de 12,5 kg y entró en servicio en 1992
  - 9M14-2M Maliutka-2M - Cabeza tándem de 4,2 kg de HEAT, con capacidad mejorada contra blindaje reactivo. El peso del misil era de 13,5 kg, y la velocidad media de 120 m/s
  - 9M14-2P Maliutka-2P
  - 9M14-2F Maliutka-2F - Cabeza de guerra termobárica de 3 kg, para uso contra tropas y vehículos ligeros
  - 9M14P-2F

### China
- HJ-73 Hongjian Red Arrow-73
  - HJ-73 – Sistema de guiado MCLOS, entró en servicio en 1979
  - HJ-73B - Sistema de guiado SACLOS
  - HJ-73C - Sistema de guiado SACLOS con capacidad mejorada contra blindaje reactivo

### Irán
- RAAD
  - RAAD
  - RAAD-T - Capacidad mejorada contra blindaje reactivo

### Corea del Norte
- Susong-Po

### Eslovenia
- POLK - Está basado en el AT-3C (9M14P Maliutka-P).

### Taiwán
- 'Kuen Wu 1

### Cuba
- 'Fábrica una versión mejorada, con más alcance (3.5 km), sistema de guiado SACLOS, capacidad de penetrar 850 mm de acero homogéneo y mejor precisión

Cuba cuenta actualmente con más de 1000 de estos efectivos misiles.